# Garcinia sessilis
Garcinia sessilis är en tvåhjärtbladig växtart som först beskrevs av Forst. f., och fick sitt nu gällande namn av Berthold Carl Seemann. Garcinia sessilis ingår i släktet Garcinia och familjen Clusiaceae. Inga underarter finns listade i Catalogue of Life.

## Bildgalleri

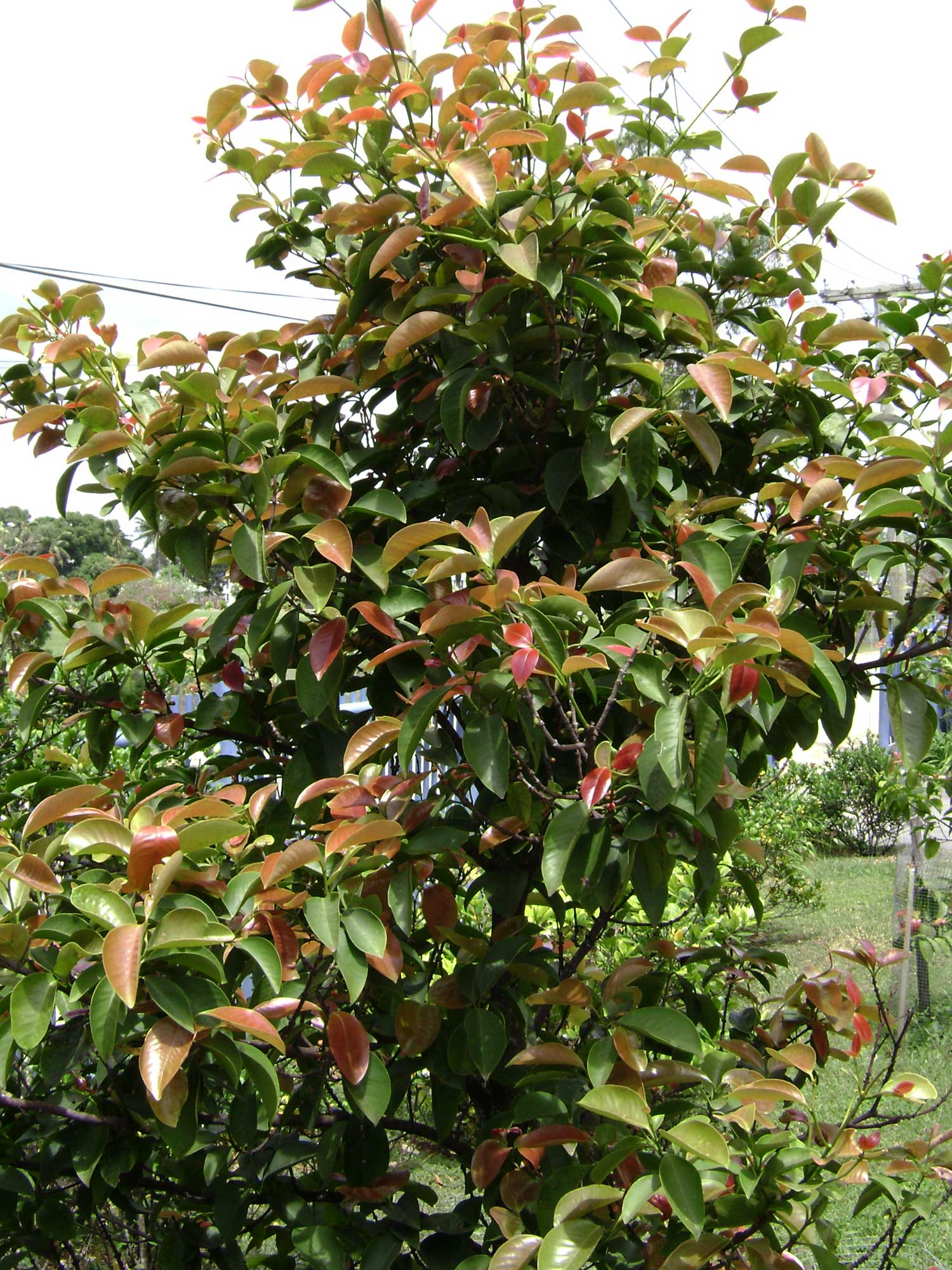
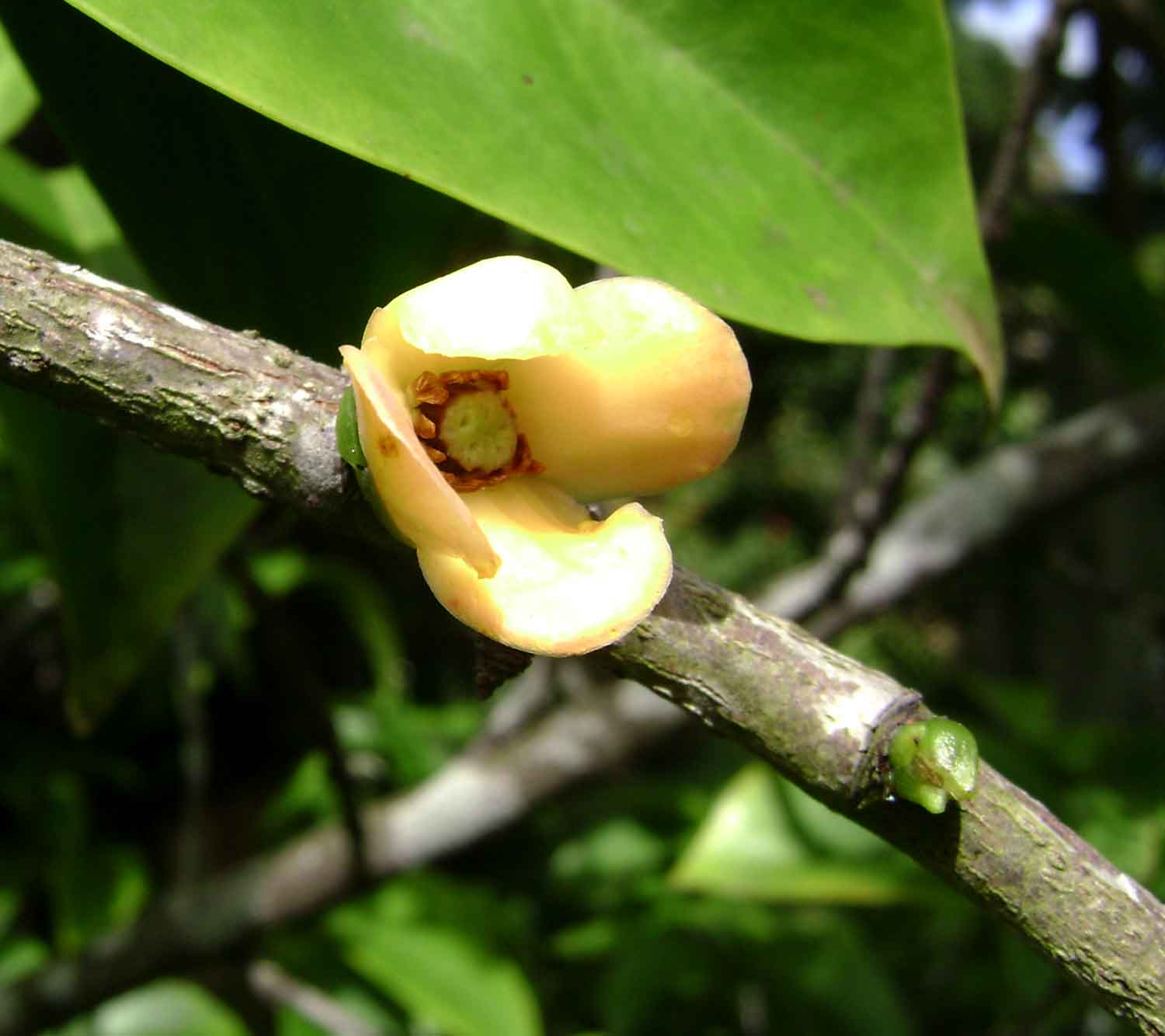